# Puck (satelit)
Puck este un satelit interior al lui Uranus. A fost descoperit în decembrie 1985 de sonda spațială Voyager 2.  Numele Puck urmează convenția de a numi sateliții lui Uranus după personaje din Shakespeare. Orbita lui Puck se află între inelele lui Uranus și primul dintre sateliții mari ai lui Uranus, Miranda. Puck are o formă aproximativ sferică și are un diametru de aproximativ 162 km. Are o suprafață întunecată, cu multe cratere, care prezintă semne spectrale de gheață. 

## Descoperire și numire
Puck - cel mai mare satelit interior al lui Uranus - a fost descoperit din imaginile făcute de Voyager 2 pe 30 decembrie 1985. A primit denumirea temporară S/1985 U 1. 
Satelitul a fost numit ulterior după personajul Puck care apare în Visul unei nopți de vară a lui Shakespeare, un mic spirit care călătorește în jurul globului noaptea cu zânele. În mitologia celtică și în folclorul englez, un Puck este un spirit răutăcios, imaginat ca un demon rău de creștini.
Este desemnat și Uranus XV. 

## Caracteristici fizice
Puck este cel mai mare satelit interior mic al lui Uranus, care orbitează în interiorul orbitei Mirandei. Are dimensiuni intermediare între Portia (al doilea cel mai mare satelit interior) și Miranda (cel mai mic dintre cei cinci mari sateliți clasici). Orbita lui Puck este situată între inelele lui Uranus și Miranda. Se știu puține lucruri despre Puck în afară de orbita sa,  cu raza de aproximativ 81 km,  și albedo-ul geometric în lumină vizibilă de aproximativ 0,11. 
Dintre sateliții descoperiți de Voyager 2, doar Puck a fost descoperit suficient de devreme încât sonda să poată fi programată să-l fotografieze în detaliu.  Imaginile au arătat că Puck are forma unui sferoid ușor prolat (raportul dintre axe este de 0,97). ± 0,04).  Suprafața sa este puternic craterizată  și este de culoare gri.  Există trei cratere numite pe suprafața Puck, cel mai mare fiind de aproximativ 45 km în diametru.  Observațiile cu telescopul spațial Hubble și telescoape terestre mari au găsit caracteristici de absorbție a gheții în spectrul lui Puck. 
Nu se știe nimic despre structura internă a lui Puck. Este probabil făcut dintr-un amestec de gheață cu materialul întunecat similar cu cel găsit în inele.  Acest material întunecat este probabil format din roci sau din substanțe organice prelucrate de radiație. Absența craterelor cu raze strălucitoare implică faptul că Puck nu este diferențiat, ceea ce înseamnă că gheața și componentele non-gheață nu s-au separat unul de celălalt într-un nucleu și manta. 

### Forme de relief numite

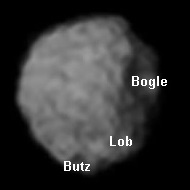
Craterele numite de pe Puck

Craterele puckiane sunt numite după spirite răutăcioase din mitologia europeană.
| Crater | Coordonate        | Diametru (km) | Data de aprobare | Numit după     | Ref   |
| ------ | ----------------- | ------------- | ---------------- | -------------- | ----- |
| Bogle  | 0°N 0°E / 0°N 0°E | 0             | 1988             | Bogle (celtic) | WGPSN |
| Butz   | 0°N 0°E / 0°N 0°E | 0             | 1988             | Butz (germană) | WGPSN |
| Lob    | 0°N 0°E / 0°N 0°E | 0             | 1988             | Lob (engleză)  | WGPSN |